# Roberto Papini
Roberto Papini (Pistoia, 1º febbraio 1883 – Modena, 10 novembre 1957) è stato uno storico dell'arte e storico dell'architettura italiano.

## Biografia
La sua attività di docente ebbe inizio al Museo artistico industriale di Roma, poi dal 1928 insegnò Storia dell’arte all’Università per stranieri di Perugia e infine all'Università di Firenze. Nell'Ateneo fiorentino dal 1934 insegnò Storia dell’arte medioevale e moderna; nel 1941 fu nominato professore ordinario di Storia e Stili dell’architettura nella Facoltà di Architettura e dal 1943 gli fu attribuita anche la cattedra di Caratteri stilistici e costruttivi dei monumenti. Dal 1945 al 1952 ricevette l'incarico di professore delegato alla Biblioteca di Architettura.
Ricoprì importanti cariche amministrative: fu direttore della Galleria comunale di Prato, della Pinacoteca di Brera e della Galleria nazionale d’arte moderna di Roma. Dal 1930 fu redattore del Corriere della Sera. Nel 1933 fu incaricato dal Ministero degli Esteri di soprintendere all'arredamento delle ambasciate, legazioni e consolati all'estero. Numerose le sue collaborazioni a riviste tra cui "Nuova Antologia", "L'illustrazione italiana" e "Rassegna italiana".

## Opere principali
Fra Giovanni Angelico edizioni della Apollo , Bologna 1925. Ed. numerata di 425 copie .. fotografie della casa editrice Fratelli Alinari di Firenze 
- Il deperimento delle pitture murali nel Camposanto di Pisa, Bollettino d'Arte, 12, 1909
- Polittici d'alabastro, Roma, Tipografia dell'Unione editrice, 1910
- Teorici e critici del futurismo, Torino, Bocca, 1914
- La Pinacoteca di Brera, Firenze, Istituto di Edizioni Artistiche-Alinari, 1921
- Come s'arreda un palazzo antico, Milano-Roma, Bestetti e Tumminelli, 1926
- Universa, metropoli verosimile, Milano-Roma, Bestetti e Tumminelli, 1930
- Architettura e semplicità : discorso pronunciato inaugurandosi l'Anno Accademico 1931-32 Della R. Scuola d'architettura in Firenze, Roma: Tip. Delle Terme, 1932 (pubblicato anche in Annuario della R. Scuola di Architettura di Firenze”, Firenze, Scuola superiore di architettura, 1933-1934 p. 37-45)[4]
- Essenza della architettura, Alpignano, A. Tallone, 1989
- Cronache di architettura, 1914-1957. Antologia degli scritti, Edifir, Firenze, 1998
- Le arti d'oggi: architettura e arti decorative in Europa, London, Verbavolant, 2005

## Biblioteca e archivio personali
La biblioteca personale e l'archivio di Roberto Papini sono conservati in parte presso la Biblioteca Berenson di “Villa i Tatti” a Firenze, in parte presso la sede di Architettura della Biblioteca di Scienze Tecnologiche, Università degli Studi di Firenze. Il fondo conservato alla Biblioteca di architettura fu donato nel 1972 dalla vedova di Roberto Papini, Livia de Kuzmick Papini, grazie a Giovanni Klaus Koenig. È composto da 330 libri, 55 periodici, 1.500 cataloghi di mostre, cataloghi di librerie antiquarie, estratti di riviste, opuscoli, manoscritti, appunti, documenti personali, concorsi di architettura, materiale didattico, elaborati di studenti, materiale fotografico (lastre e fotografie), una raccolta di cartoline e una raccolta di articoli di giornale. Il materiale riguarda l'architettura e le arti decorative in Italia dal 1903 al 1956.